# L'Aldea
L'Aldea è un comune spagnolo di 3 453 abitanti situato nella comunità autonoma della Catalogna.